# François Eid
François Eid OMM (Mtolleh em Chouf, Líbano, 24 de julho de 1943) é Bispo Maronita Emérito do Cairo e Procurador do Patriarca Maronita junto à Santa Sé.
François Eid ingressou na comunidade religiosa maronita Mariamitischer Maroniten-Order (OMM) e foi ordenado sacerdote em 28 de agosto de 1971. Em 1975 emigrou para Montreal, Quebec, Canadá. De 1999 a 2005 foi Superior Geral de sua ordem.
Em 2005 foi nomeado pelo Papa Bento XVI bispo da Eparquia Maronita do Cairo. O Patriarca dos Maronitas do Líbano, cardeal Nasrallah Boutros Sfeir, concedeu-lhe a consagração episcopal em 11 de fevereiro de 2006; Os co-consagradores foram Roland Aboujaoudé e Tanios El Khoury.
Em 16 de junho de 2012, François Eid foi nomeado Procurador do Patriarca Maronita junto à Santa Sé. Ele renunciou ao cargo de bispo maronita do Cairo.
Em 5 de abril de 2014, o Papa Francisco o nomeou membro da Congregação para as Causas dos Santos.
Em 13 de abril de 2015, o Papa Francisco também o nomeou Visitador Apostólico para os fiéis maronitas na Bulgária, Grécia e Romênia. O Papa o dispensou deste cargo em 11 de outubro de 2018.